# 던전앤파이터
《던전앤파이터》(영어: Dungeon & Fighter)는 네오플이 제작하고 넥슨과 네이버에서 서비스하는 온라인 액션 RPG이다.

## 개요
'던전 앤 파이터'라고 띄어쓰기를 하는 경우가 많지만, 넥슨과 네오플에서 사용하는 공식 표기는 띄어쓰기 없는 '던전앤파이터'이다. 약칭은 던파.

## 연혁
2018년 5월 20일 기준으로, 전 세계적으로 6억 명 이상의 사용자가 이용하고 있으며 그 중 중국 동시접속자수가 500만 명 이상이다. 중국 텐센트가 2016년부터 10년간 계약으로 퍼블리싱중이다. 2017년 중국 매출액은 1조 1,500억, 영업이익율은 92%로 1조 636억원이다.

### 역대 던전 앤 파이터의 업데이트
2004.12.17 던파 클로즈베타가 시작되었다.
2005.08.10 던파 오픈베타가 시작되었다.
2006.01.24 Act 1. 마녀의 유희 :
결투 퀘스트와 결투장 지원강화, 부유성 추가, 거미소굴 추가, 여마법사가 추가되었다.
2006.02.28 Act 1 외전. 대상인 로저레빈 :
로저레빈 다프네 추가 강화 추가, 칼레이도박스 추가, 레서피 추가, 로톤의 해체방식 변경, 마법사 스킬 슈르르 추가, 교차사격, 사자후, 숄더태클, 위상변화 스킬이 개편되었다.
2006.04.05 Act 2. 세계전쟁 :
전쟁지역추가, 왕의유적 추가, 아바타 추가 및 소모품, 인벤토리무게, 퀘스트 보상강화, 인터페이스가 개편되었다.
2006.05.03 Act 2 외전. 소환의 맹약 :
전쟁지역 개편, 소포시스템 추가, 장비강화 개편, 마법사의 기존직업(엘레멘탈 마스터, 배틀메이지)에 이어 3번째 직업인 소환사가 추가되었다.
2006.06.08 Act 2 외전. 불굴의 수련 :
그래플러 상향, 배틀메이지 상향, 스킬커맨드 개편, 레서피가 개편되었다.
2006.07.19 Act 3. 그대, 명예를 아는 자 :
각성시스템 추가, 여그래플러, 여스트리트파이터 각성추가, 격투가 개편, 빌마르크 제국 실험장 추가, 스킬시스템 변경, 대미지 방어 타입 추가, 격투가 아이템 개편, 장비강화 변경이 모든걸로 추가되었다.
2006.08.29 Act 4. 신수의 전이 :
여넨마스터 개편 및 각성추가, 여스트라이커 개편 및 각성추가, 흑요정묘지 추가, 크리쳐추가, 던전진행상황 표시기능 추가, 베히모스, 언더풋던전 난이도 하향 모든걸로 추가되었다.
2006.10.26 Act 5. 사격개시 :
남거너개편, 산등성이 추가, 아이템추가, 대장전모드 추가되었다.
2006.11.30 Act 5 외전. 뽑기의 제왕 :
항아리 개편, 차가운 심장의 아이 추가, 런처각성 추가, 크리쳐 밸런스조정, 장비강화 이펙트 추가 UI개선까지 모든걸로 추가되었다.
2007.01.04 Act 6. 지옥의 문 :
남레인저 각성추가, UI 변경, 결투장개편, 세라샵 개편, 2차 레어아바타 추가, 계약시리즈 추가, 혈옥추가, 크리처 개편, 상태변화추가, 퀘스트추가, 헬몬스터 추가되었다.
2007.02.08 Act 7. 신이시여, 나의 기도를..
남프리스트 추가, 노스마이어 타락한도둑 던전 추가, 세라샵 업데이트, 크리쳐 벨즈 추가되었다.
2007.03.08 Act 7 외전. 코드네임 게이볼그
남메카닉 각성추가, 전직시 스킬초기화, 인파이터 스킬추가, 던전난이도 하향, 헬몬스터 추가, 아이템 추가, 던파라디오 추가, 퀘스트개편, 이펙트변경이 모든걸로 추가되었다.
2007.04.05 Act 8. 어둠을 먹고 피는 꽃 :
여스트리트 파이터 개편, 상태변화 개편, 남메카닉 밸런스개편, 유혹의 마을 하멜른 추가, 스핏파이어 각성 추가, 멤버개편, 마을로 돌아가기 버튼추가, 소모품개편, 소포함개편, 퀘스트개편이 모든걸로 되었다.
2007.05.03 Act 8 외전. 악은 신의 곁으로 :
남프리스트 기존직업(크루세이더, 인파이터)에 퇴마사 추가, 고대던전 개편, 스트리트파이터 스킬변경이 모든걸로 추가되었다.
2007.06.07 Act 9. 마법에 관한 모든 것 :
여마법사 개편, 퇴마사 보완, 튜토리얼 추가, 마을 미니맵 추가, 던전개편이 모든걸로 추가되었다.
2007.07.05 Act 9 외전. 300!! :
길드개편, 결투장 보정, 데스매치 개편, 던전개편, 스토리모드 추가, 배틀메이지 수리비감소 모든걸로 추가되었다.
2007.08.02 Act 10. 귀신의 질주 :
최고레벨 55 > 60 으로 확장, 귀검사 개편, 언더풋입구 추가, 하멜른 개편, 비명굴이 추가되었다.
2007.09.12 Act 10 외전. 사신의 초대 :
사망의 탑 추가, 엘레멘탈 마스터의 각성추가, 마을 싸우자 시스템이 추가되었다.
2007.10.25 Act 11. 정복자 카시야스 :
소환사 개편, 소환사의 각성추가, 하늘성 개편, 사망의 탑 개편, 싸우자 스템이 개편되었다.
2007.12.13 Act 11 외전. 변.신 :
배틀메이지의 각성추가, 베히모스 개편, 그림자미궁 추가, 스킬컷신 추가, 발컨지수 개편, 수리비 밸런스 조정이 모든걸로 추가되었다.
2008.01.17 Act 12. 운명의 사슬을 끊다 :
남귀검사 전직업(웨펀마스터, 소울브링어, 버서커, 아수라) 각성추가, 전문직업 마법부여가 추가, 몬스터카드 추가, 하늘성 난이도 조정, 소환사 하향이 모든걸로 추가되었다.
2008.02.28 Act 12 외전. 강해져야 한다... :
여격투가 개편, 미망의 탑 추가, 사탑 난이도가 조정되었다.
2008.04.24 Season 2 Prologue. 마도학개론 :
여마법사 기존직업(엘레멘탈 마스터, 소환사, 배틀메이지)에 마도학자 추가, 리쿠의천정 추가, 화이트랜드 추가, 얼음궁전 추가, 스카사의 레어 추가, 크로니클 아이템이 추가되었다.
2008.05.29 Season 2. 천계의 문 :
신의 도시-겐트 추가, GBL아라드지부 추가, GBL연구소 추가, GBL부화장 추가, 브왕가의 수련장 추가, 달빛주점 추가, 겐트외곽 추가, 겐트동문 추가, 겐트남문 추가, 오데사 시가전 추가, , 녹색도시 그로즈니 추가, 경매장추가, 퀘스트시스템 변경, 레벨업 요구 경험치량 변경, 발컨지수 초기화가 모든걸로 추가되었다.
2008.07.03 Season 2 Act 1. Stylish # 1 :
밸런스 조정, 스킬단축키가 추가되었다.
2008.07.24 Season 2 Act 1. Stylish # 2 :
남거너 스킬 개편, 남거너 전직업 45제 스킬이 추가되었다.
2008.08.14 Season 2 Act 1. Stylish # 3 :
여성 거너 추가, 아바타 엠블렘이 추가되었다.
2008.09.04 Season 2 Act 1 외전. 차원의 틈 :
이계던전(고블린왕국, 꿈틀대는성, 란제루스의개)추가, 항마능력치 추가, 2차 크로니클 아이템이 추가되었다.
2008.10.30 Season 2 Act 1 두 번째 외전. 재회 :
던전레벨 변화, 에픽퀘스트 개편, 퀘스트 개편, 신규퀘스트가 추가되었다.
2008.11.20 Season 2 Act 2. 계시 :
프리스트 개편 및 프리스트 직업군 각성 추가, 프리스트 기본도트가 개편되었다.
2008.12.23 Season 2 Act 2 외전. 모건의 일지 :
고대던전 노이어페라 추가, 고대던전 난이도 상향 및 유니크 아이템 추가, 프리스트 스킬추가, 미니맵기능 추가, 튜토리얼 개선이 모든걸로 추가되었다.
2009.01.22 Season 2 Act 2 두 번째 외전. 전장의 여신 :
여성 거너 직업군(레인저, 런처, 메카닉, 스핏파이어)의 각성 추가, 동영상 캡처기능이 추가되었다.
2009.02.26 Season 2 Act 3. 퍼밀리어가 떴다 :
마도학자 각성추가, 헬몬스터 개편, 지옥파티 추가, 에픽아이템 개편, 고대던전 보상강화가 모든걸로 추가되었다.
2009.04.23 Season 2 Act 3 외전. 저를 기억해 주세요 :
호감도 시스템 추가, 기존 전문직업(마법부여가)에 연금술사, 해체가, 인형사가 모든걸로 추가되었다.
2009.06.25 Season 2 Act 4. 용사들의 축제 :
세력전 추가, 길드아지트 추가, 길드레벨 확장, 서던데일이 추가되었다.
2009.07.23 Season 2 Act 4 외전. 무한의 제단 :
망자의 협곡 - 무한의 제단이 추가되었다.
2009.08.06 Season 2 Act 5. 매혹의 그림자 :
도적 직업(로그, 사령술사)군 및 각성추가, 도적 아이템이 추가되었다.
2009.09.24 Season 2 Act 5 외전. 마을 대소동 :
마을침공 방어전 추가, 랭크시스템 개편, 스타일, 테크닉, 피격횟수 삭제, 콤보레이트 추가, 아이템 잠금기능 추가, 길드창고 추가, 2차크로니클 아이템 프리스트, 도적류가 모든걸로 추가되었다.
2009.11.12 Special Update : 함께 만드는 던파 :
배틀메이지, 아수라, 소환사 상향, 결투장 밸런스 조절, 던전개편, 이계던전 개편, 수리비 밸런스 조절, 마을침공 방어전 보상이 추가되었다.
2009.12.17 2nd Impact 미지로의 출발 :
루프트하펜 추가, 해상열차 에어리어 추가, 야간습격전, 보급로차단전, 추격섬멸전, 피나비의 춤, 의혹의 마을, 열차 위의 해적, 서부선 탈환 추가, 히어로즈모드 추가, 최고레벨 60 > 70 확장, 2차크로니클 改 추가, 연습모드 추가, 특성스킬 추가, 경험치 감소, 만렙전용 이펙트가 추가되었다.
2010.03.25 Season 2 Act 5 외전. 투혼(鬪魂) :
통합결투장 추가, 결투장 밸런스 개편, 남/여 거너, 프리스트 개편, 각성시 스킬초기화, 고레벨 수리감소, 던전난이도 수정, 랭크가 개편되었다.
2010.05.27 Season 2 Act 6. 검은 질병의 디레지에 :
유령열차 추가, 고통의 마을 레쉬폰 추가, 캐릭터 밸런스 개편, 에픽루팅시스템 변경이 모든걸로 추가되었다.
2010.07.22 Season 2 Act 6 외전. 극한의 시험 :
망자의 협곡 극한의 제단 추가, 바인드 스피어 추가, 황금 바인드 스피어 추가, 겐트 북문, 겐트방어전 추가, 웨펀마스터, 버서커, 스트리트 파이터, 배틀메이지, 크루세이더, 퇴마사 신스킬 추가, 전직업 특성스킬 추가, 링크시스템이 추가되었다.
2010.04.15 ~ 2010.07.08 2010 상반기 던파각성 : 캐릭터 개편, 서버 통합, 경제 밸런성, 던전 난이도 조정, 퀘스트 개편, 컨텐츠 개선, 비밀상점 추가 등이었다.
2010.10.21 ~ 2010.11.18 2010 하반기 던파각성 : 컨텐츠 편의성 증대, 던전 난이도 조정, 캐릭터 스킬 밸런싱, 시스템 개선 등이었다.
2010.12.16 Season 2 Act 7. 열.혈.본.능 # 1 :
남자 격투가 추가, 남자 넨마스터 추가, 남자 스트리트 파이터 추가, 편의기능 강화, 남자 넨마스터 각성 추가, 남자 스트리트 파이터 각성이 추가되었다.
2011.01.13 Season 2 Act 7. 열.혈.본.능 # 2 :
남자 스트라이커 추가, 남자 그래플러 추가, 남자 스트라이커 각성 추가, 남자 그래플러 각성 추가, 청약철회 시스템 추가, 퀘스트 던전별 정렬 기능 향상, 합성법 UI 변경이 모든걸로 추가되었다.
2011.02.17 Season 2 Act 8. 천계의 지배자 :
검은 대지 추가, 이계의 틈 추가, 바칼의 성 추가, 3차 크로니클 아이템 추가, 남자 격투가 특성스킬이 추가되었다.
2011.04.28 Season 2 Act 9. 한판 붙자! :
공정 결투장 추가, 공정 결투장 전용 아이템 추가, 전쟁지역 개편 및 고레벨 전선 추가, 창모드 크기 조절, 게임설정창이 개편되었다.
2011.07.14 던.파.혁.신 :
절망의 탑 추가, 퀘스트 개편, 전문직업 개편, 전직 개편, 각성 개편, 신규 던전 추가, 마을 개편, 던전지도 개편, 퀘스트 포인트 및 퀘스트 상점 추가, 신규 유니크, 에픽 아이템 추가, 마법으로 봉인된 아이템 추가, 던전 난이도 개편, 해상도 확장, 마을미니맵 개편, 신규 NPC 추가, 지옥파티 개편, 이계던전 개편, 캐릭터 스킬 개편 및 신스킬 추가, UI 인터페이스 개편, 경매장 개편, 밸런스 개편, 던전레벨 변화(스톰패스, 언더풋, 노이어페라), 프리스트의 4번째 직업 어벤저 및 각성(둠스가디언) 추가, 사망의 탑 및 미망의 탑 난이도 조정, 히어로즈로드 삭제, 칭호북이 추가되었다.
2011.09.29 ~ 11.24 2011 하반기 던파각성 : 경제 밸런싱, 캐릭터 밸런싱, 웨펀마스터 & 소울브링어 직업 상향, 빠른 파티 시스템 추가, 장비사전이 추가되었다.
2011.12.08 ~ 12.29 Season 2 Act 10. 불사(不死) : 신규 캐릭터 마법사(남) 추가, 남마법사 상위 클래스 (엘리멘탈바머, 빙결사) 추가, 컨텐츠 개선, 신규 던전 추가(안개도시 헤이즈, 결전의 도시 아르덴, GBL 여신전, 덴드로이드 번식지, 쇼난 무투장), 재련 시스템 추가, 신규 에어리어 쇼난 추가, 남마법사 각성이 추가되었다.
2012.05.17 Season 2 Act 10 외전. 협공(協攻) : 아라드 모험단 추가, 지원병 시스템 추가(아라드 모험단 하위 컨텐츠), 용병 시스템을 아라드 모험단의 하위 컨텐츠로 변경, 캐릭터 링크 시스템 삭제, 베스트 던전 클리어타임 표시 기능이 추가되었다.
2012.07.19 Season 3. 시간의 문 : 최고 레벨 확장(70->80), 신규 에어리어 추가(시간의 문), 신규 던전 9종 추가(일반던전[대화재, 전염병, 결성! 카르텔, 검은 성전, 극비구역, 옛비명굴, 태동, 자각], 고대던전[카르텔 사령부]), 저레벨 구간 개선, 전체 캐릭터 상향 및 밸런스 조절, 신규 아이템 추가, UI 개선 등이었다.
2012.08.02 Season3 외전. 시간의 검사 : 다크나이트 등장(귀검사(남) 외전캐릭터)가 추가되었다.
2012.08.16 Season3 외전. 시간의 퍼밀리어 : 크리에이터 등장(마법사(여) 외전캐릭터)가 추가되었다.
2012.08.30 Season 3 Act 1. 이튼 공업 지대 : 최고 레벨 확장 (80->85), 슬라우 공업단지 추가, 시간의 문 - 레퀴엠 추가, 신규 에어리어 추가(파워 스테이션), 신규 던전 4종 추가(일반던전 [코레 발전소, 푸르츠 발전소, 트롬베 발전소, 그란디네 발전소]), 신규 스킬 추가(버스터), 천계 황궁 추가, 클론 상급 아바타가 개편되었다.
2012.12.20 Season 3 Act 2. 女신의 한수 : 여귀검사 추가, 여귀검사 전용 던전 및 마을 추가(세인트 혼, 헨돈마이어 시청, 작전지역), 챔피언 브레이크 추가, 미션 시스템 추가 등이었다.
2013.01.03 Season 3 Act 2 외전. 로그 IN : 로그 마스터리 개편, 로그 신 스킬 추가 및 스킬 개편, 여 귀검사 특성 스킬 추가 등이었다.
2013.01.17 Season 3 Act 3. 액션의 神 # 1 : 소울 브링어 2차 각성 다크로드 추가, 웨펀마스터 2차각성 검신 추가, 2차 각성 던전(흑룡대회)추가 등이었다.
2013.01.31 Season 3 Act 3. 액션의 神 # 2: 버서커 2차 각성 블러드 이블 추가, 아수라 2차 각성 인다라천 추가, 아수라 버서커 스킬 벨런스 조정, 결투장 통합 및 개선, 결투장 보상 강화, 결투장 지역 추가, 결투장 벨런스조정 등이었다.
2013.03.14 Season3 스페셜. 시간의 문 WARP: 레벨 60~85 경험치량 감소, 퀘스트 량 증가, 보스 유니크 획득 개선, 시간의 문· 파워 스테이션 패턴 조정 및 벨런스 개선, 귀검사 (여) 60/70레벨 스킬 추가, 귀검사 (여) 각성기 3/6/9레벨 기능추가, 소드 마스터 무기 마스터리 추가, 귀검사 (여) 3차 크로니클 무기 추가, 귀검사 (여) 유니크, 에픽 보조장비/마법석 추가, 하늘성 수련던전이 추가되었다.
2013.05.23 New Balsnce1: 캐릭터 벨런스 조정, 골드 경제 벨런스 조정, 캐릭터 인벤토리 1줄 추가, 던전 난이도 조정, 파티 플레이 강화,  스킬 자동찍기 추가 등이었다.
2013.06.20 New Balsnce2 #1: 전문직업이 개편되었다.
2013.06.27 New Balsnce2 #2: 파티원 개별 드랍 시스템 변경, 크로니클 장비 아이텝 드랍 시스템 변경, 마법봉인 레어 아이템 시스템 개선, 아이템 강화수치 변경, 일부 아이템 변경, 거너 개편, 프리스트 개편 등이었다.
2013.07.18 New Balsnce3 : 마법사 (남/녀)개편, 격투가(남)개편, 도적 개편, 외전캐릭터(다크나이트/크리에이터)TP 스킬 추가, 각성기 개편, 상태이상 개편, 나머지 캐릭터 개편및 버그 수정, 이계 던전 개선 및 연습모드 추가, 게임 안정성 개편 등이었다.
2013.08.08 Season 3 Act 4. 초월의 권: 백화요란 2차 각성(염제 폐월 수화) 추가, 챔피언 2차각성(카이저) 추가, 독왕 2차 각성(용문 독주) 추가, 토네이도 2차각성(얼티밋 디바)추가되었다.
2013.09.12 Season 4. 대전이: 기존마을과 삭제 및 신규마을과 에어리어 추가 (실버크라운(전이된 아브노바), 언더풋(망자의 협곡, 포류동굴), 시궁창(멜트다운), 베히모스(역천의폭포), 북의쉼터(체념의빙벽)추가, 귀검사(여) 직업 추가 및 각성추가(베가본드(검호), 다크템플러(암제)), 쇼난 및 천계 지역 스페셜 던전 추가, 보스 유니크 추가및 개선, 마법 유니크 추가, 신규 레전더리 아이템 추가, 고대던전의 입장 레벨 상승, 지옥파티 레벨 상승 등이었다.
2013.12.12 Season 4 외전. 이계人: 통합서버추가, 싱글 이계던전 추가, 이계던전 개편, 2차 크로니클 세트 개편(귀검사(남,여), 거너(남,여), 마법사(남), 도적), 2차 크로니클 세트 보조장비 및 마법석 추가, 2차 크로니클 세트 부스터 재료 변경, 일부 스킬 개편 등이었다.
2014.01.16 Season 4 Act1. 차원이 다른 그녀 : 신규 캐릭터 나이트 - 엘븐나이트 추가, 신규 NPC 아니스 추가, 언더풋 NPC위치 변경, 몇몇 퀘스트 완료조건 완화 및 변경이 모든걸로 추가되었다.
2014.02.06 Season 4 Act1 외전. 잊혀진 땅 :  잊혀진 땅 추가, 나이트 신규 스킬 추가 및 밸런스 변경 등이었다.
2014.02.20 Season 4 Act2. 결투장 시즌2 : 결투장 오늘의 미션 추가, 콜로세움 추가, 매칭 시스템 개편, 결투 등급 개편, 전적보기 개편, 결투장 연습모드 개편, 귀검사(여) 결투장 밸런싱 개편 등이었다.
2014.03.13 Season 4 Act3. 혼돈의 카오스 :  나이트 신규 전직 카오스 추가, 나이트 전용 튜토리얼 추가, 나이트 전직 체험 시스템 추가, 아이템 추가 및 변경, 잊혀진 땅 피버 타임 추가 등이었다.
2014.04.29 Season 4 Act4. Reload: 레인저(男) 2차각성(레이븐) 추가, 런처(男) 2차 각성(디스트로이어)추가, 메카닉(男) 2차각성(프라임 추가), 스핏 파이어(男) 2차각성 (커멘더)추가, 거너(남) 개편, 수련의 방, 체념의 빙벽 개편 등이었다.
2014.05.22 Season 4 Act4 외전. 거대 드래곤의 등장: 신규 마을(쿠룬달)추가, 신규 에어리어(쿠룬산)추가, 신규 던전 3종 추가(네이트람 파수꾼, 쌍둥이 골렘의 배신, 쿠룬 차드), 캐릭터 밸런스 조정, 슬로트 발전소 던전 개편, 결투장 개편 등이었다.
2014.06.26 Season 4 Act5. 불을 먹는 안톤: 신규마을(노블스카이) 추가, 신규 에어리어(안톤) 추가, 안톤 신규 던전 8종 추가, 공격대 컨텐츠(20인 파티) 추가, 안톤 던전 아이템이 추가되었다.
2014.07.10 Season 4 Act6. 오랜 기다림의 끝에 베일을 벗은 쿠노이치가 화염인법을 구사하는 미녀라 위험해: 도적 신규 전직(쿠노이치) 및 각성(아즈나비)추가, 마을 침공 참여 레벨 변경 및 개편, 용병시스템 개편, 쿠노이치 전용무기 추가, 아라드 모험단 레벨 상향 등이었다.
2014.07.31 Season 4 Act6 외전. 심해 탈출, 반격의 서막: 버서커 개편, 스트리트 파이터(남/여)개편, 퇴마사 개편, 로그 개편, 상태이상 캐릭터 투자효과 개선 등이었다.
2014.08.28 Season 4 Act7. 마녀의 협주곡: 엘리멘탈마스터 2차 각성(오버마인드) 추가, 소환사 2차 각성(이클립스) 추가, 마도학자 2차 각성(지니위즈) 추가, 배틀 메이지 2차각성(아슈 타르테)추가되었다..
2014.09.25 Season 4 Act8. 성전 #1 : 크루세이더(男) 2차각성(세인트) 추가, 인파이터 2차각성(저스티스) 추가, 인파이터 스킬 일부 리뉴얼, 새로운 TP 패시브 스킬 추가, 프리스트 일부 에픽 아이템이 개편되었다.
2014.10.23 Season 4 Act8. 성전 #2 : 퇴마사 2차각성(태을선인) 추가, 어벤져 2차각성(이모탈) 추가, 퇴마사, 어벤져 스킬 밸런스 개편, 프리스트 아이템 및 퀘스트가 추가되었다.
2014.12.18 Season 4 Act9. 전장에 피는 꽃 : 레인저(女) 2차각성(크림슨 로제) 추가, 런처(女) 2차각성(스톰 트루퍼) 추가, 메카닉(女) 2차각성(옵티머스) 추가, 스핏 파이어(女) 2차각성(프레이야) 추가, 신규스킬 추가, 스킬 밸런스 개편, 퀘스트 추가, 여거너 아이템 일부 옵션 변경, 안트베르 협곡, 시간의 문 에어리어 개편, 일부 크로니클 세트 옵션 소폭 변경이 모든걸로 추가되었다.
2015.01.08 Season 4 Act9 외전. 차원 속으로 : 차원의 균열 던전 추가, 파티 편의성 강화, 일일 도전과제가 추가되었다.
2015.01.29 Season 4 Act10. 마계로 가는 길 : 신규 마을 젤바 추가, 만렙 확장 (Lv.85 -> Lv.86) 신규 에어리어 죽은 자의 성 추가, 신규 던전(매달린 망루, 루크린제, 강철의 브라키움, 샐러맨더의 화로, 빛의 연회장), 스폐셜 던전(왕의 서고) 추가, Lv.85제 유니크 아이템 추가, 마법으로 봉인된 유니크 삭제, 아이템 합성 시스템 추가, 스토리 리뉴얼, 던전 난이도가 개편되었다.
2015.02.26 Season 4 Act10 외전. 춤추는 칼날 : 도적의 4번째 직업 섀도우 댄서 추가, 큐브 창고가 추가되었다.
2015.03.12 Season 4 Act11 외전. 외전 안톤, 반격의 시작 :
2015.05.14 Season 4 Act12 외전. 검은 아리아 :
2015.06.04 Season 4 Act12 외전. 결투장 시즌 3 :
2015.06.18 Season 4 Act13 외전. 남자의 싸움 #1 :
2015.07.16 Season 4 Act13 외전. 남자의 싸움 #2 :
2015.08.13 Season 4 던파열풍 :
2015.08.27 Season 4 Act14 외전. 심연의 끝 : 엘레멘탈 바머 2차각성 (오블리비언) 추가, 빙결사 2차각성 (이터널) 추가되었다.
2015.09.17 Season 4 Act15 외전. 여신의 검 :
2015.10.08 Season 4 Act15 외전. 점령대전 :
2015.12.17 Season 4 Act16 외전. 차원을 달리는 소녀 :
2016.01.14 Season 4 Act17 외전. 마창의 주인 : 신규 캐릭터 마창사 - 뱅가드, 듀얼리스트가 추가되었다.
2016.01.28-2016.02.04 Season 4 Act17 외전. 길드의 부름 :
2016.02.18 Season 4 Act18 외전. The treasures hunter: 흑요정 유적지 :
2016.03.17 Season 4 Act19 외전. 천지를 뚫다 :
2016.05.19 Season 4 Act20 외전. 자각 :
2016.06.23 Season 4 Act20 외전. 각성 안톤: 끝없는 전쟁 :
2016.07.14 Season 4 Act21 외전. 다섯 개의 심장 : 마법사 (남) - 블러드메이지, 스위프트 마스터, 디멘션 워커가 추가되었다.
2016.08.11 Season 4 Act21 외전. 결투장 시즌 4 :
2016.09.01 Season 5 외전. 마계:
2016.10.13 Season 5 Act 1. 건설자 루크: 루크 레이드가 추가되었다.
2017.01.19 Season 5 Act 2. 검은 성녀: 신규 캐릭터 여프리스트 - 여자 크루세이더, 이단심판관, 무녀, 미스트리스 추가, 버서커 밸런스 조정이 모든걸로 추가되었다.
2017.02.09 Season 5 Act 2 외전. 비탄의 탑:
2017.02.23 Season 5 Act 3. 구원: 여프리스트 2차 각성이 추가되었다.
2017.03.16 Season 5 Act 4. 전설의 시작:
2017.07.20 Season 5 Act 5. 기사단 집결: 나이트 - 팔라딘, 드래곤나이트가 추가되었다.
2017.08.31 Season 5 Act 6. 개선행진: 팔라딘, 드래곤나이트 2차 각성이 추가되었다.
2017.09.21 Season 5 Act 7. 오리진: 보스 유니크 삭제, 마창사 - 드래고니안 랜서, 다크 랜서가 추가되었다.
2017.10.26 Season 5 Act 8. 운명을 가르는 창: 드래고니안 랜서, 다크 랜서 2차 각성이 추가되었다.
2017.12.28 Season 5 Act 9. 마수:
2018.01.18 Season 5 Act 10. 임무 개시: 신규 캐릭터 총검사 - 요원, 트러블 슈터 추가되었다.
2018.02.22 Season 5 Act 11. 임무 개시 #2: 총검사 - 히트맨, 스페셜리스트 추가되었다.
2018.04.05 Season 5 Act 11 외전. 레이드:리부트:
2018.08.09 Season 6 할렘:
2018.09.13 Season 6 Act 1. 핀드워:
2018.12.27 Season 6 Act 1 외전. 폐쇄구역:
2019.01.24 Season 6 Act 2. 다섯번째 운명: 남귀검사 - 검귀, 여마법사 - 인챈트리스 5전직이 추가되었다.
2019.02.14 Season 6 Act 3. 프레이 - 이시스:
2019.05.23 Season 6 Act 4. 2차 마계 회합:
2019.08.22 Season 6 Act 5. 마계 대전:
2019.10.31 Season 6 Act 6. 솔도로스의 선택:
2020.01.09 Season 7 Act 1. 귀환: 신규 마을 - 신황도 겐트, 체스트 타운, 웨스트코스트 연합진영 추가, 여귀검사 진각성이 추가되었다.
2020.02.06 Season 7 Act 2. Season 7 한계격파: 남격투가 진각성이 추가되었다.
2020.03.19 Season 7 Act 3. 귀결:
2020.04.16 Season 7 Act 3 외전. 균열의 징후 / 결투장 시즌 7:
2020.04.29 Season 7 Act 4. 결전의 시간:
2020.05.14 Act 5. Season 7 무형의 시로코:
2020.06.11 Act 6. Season 7 극의:
2020.07.09 Act 7. Season 7 깨달음의 빛:
2020.08.20 Act 8. Season 7 초월소녀 / 추방자의 산맥:
2020.09.17 Act 9. Season 7 계시자:
2020.10.15 Act 9 외전. Season 7 계시의 밤:
2020.10.29 Act 10. Season 7 밤을 걷는 자:
2020.11.26 Act 11. Season 7 심연의 고동:
2021.01.07 Act 12. Season 7 검은 연옥 / 산개하는 총성:
2021.02.04 Act 13. Season 7 차원을 넘어선 의지:
2021.03.04 Act 13 Season 7 외전. 에테르나:
2021.03.18 Act 14. Season 7 굴레를 벗어난 자:
2021.04.15 Act 15. Season 7 탄환을 스치는 검날:
2021.05.13 Act 16. Season 7 오버타임:
2021.05.27 Act 17. Season 7 혼돈의 오즈마:
2021.07.08 Act 18. Season 7 BLADE : 복수의 여신:
2022.01.13 Act 19. Season 7 ASSAULT : 폭격개시:
2022.03.17 Season 8 THE NEXT JOURNEY: 신규 마을 - 성역 최외곽, 히링 제도, 파괴된 젤바, 바하이트, 나멘로스 추가, 신규 던전 - 백색의 땅, 베리콜리스, 캐니언 힐, 퀸 팔트, 왕의 요람, 헤블론의 예연소, 나사우 삼림, 이터널 플레임 연구소까지 던전 8개가 추가되었다.
2022.05.12 Act 1. Season 8 마이스터의 실험실:
2022.07.07 Act 2. Season 8 빼앗긴 땅, 이스핀즈:
2022.09.22 Act 3. Season 8 기계 혁명 : 개전:
2022.10.27 Act 4. Season 8 폭룡왕 바칼:
2022.12.29 Act 5. Season 8 대마법사의 차원회랑:
2023.02.23 Act 6. Season 8 Hot Debut : MUSE: 신규 캐릭터 아처 - 뮤즈 전직이 추가되었다.
2023.04.27 Act 7. Season 8 TRAVELER : 유랑하는 별: 아처 - 트래블러, 바칼 레이드 하드모드 추가되었다.
2023.05.11 Act 7 외전. Season 8 코드네임 게이볼그: 코드네임 게이볼그 던전 추가, 캐릭터 밸런스 - 소울브링어, 아수라, 이단심판관, 무녀가 개편되었다.
2023.09.14 Season 9 선계: 하늘 아래 첫 번째 세계:
2023.10.26 Season 9 외전. 신출귀검 : 귀검사(남)의 도트 및 스킬 리뉴얼, 파밍던전 폭풍이 부른 성 삭제, 신규 파밍 던전 솔러스 오브 카쉬파가 추가되었다.
2023.11.09 Act 1. Season 9 어둑섬 :

## 등장인물

### 개요
사망한 인물은 †.

#### 공국인

##### 소속 인물
- 모험가
  - 남성 귀검사
  - 남성 프리스트

- 엘븐 가드
  - 라이너스 - 엘븐가드의 대장장이로 과거에는 검사였지만 귀수로 인해 폭주하는 자신의 친구를 죽인 뒤 칼을 버리고 대장장이가 되었다.
  - 세리아 키르민 - 그란 플로리스의 수호자. 현재는 하늘성의 마법진을 지키는 중이다. 사실 이 아가씨의 세리아 키르민 정체는...
  - 쉬린 - 미라즈의 제자. 엘븐미어를 지키고 있는 견습 약초꾼.

- 헨돈 마이어
  - 버켄 - 벨 마이어 공국의 밀사. 얼굴을 숨기고 있지만 데 로스 제국의 첩자인 단진은 이를 눈치채고 비웃었다.
  - 칸나 - 헨돈 마이어의 상인. 많은 동생들을 돌보고 있다.

- 시청
  - 스카디 여왕 - 풀네임은 스카디 발로아 마이어. 벨 마이어 공국의 여왕. 상인 집안 출신이다.
  - 산토리니 - 벨 마이어 공국의 의장.

- 뒷골목
  - 알베르트 번스타인 - 뒷골목의 유명한 무도가. 공국 출신 인간 아버지와 펜네스 왕국 출신 흑요정 어머니 사이에서 태어난 혼혈이지만 국적은 공국이다. 어머니에게서 스파르타식 교육을 받았는지 어머니를 무서워한다.
  - GSD - 뒷골목의 검도장을 운영하고 있다.
  - 염동력자 미쉘 모나헌 - 염동력을 쓸 수 있는 사이퍼]로 사이퍼들의 리더.
  - 드루이드 미아 - 노스마이어에 사는 사이퍼 중 한 명. 식물과 교류하고 이를 다루는 힘을 가지고 있다. 현재는 샨트리에 이동되었다.
  - 신다 - 뒷골목에 거주하는 대장장이로 전설의 대장장이 고르아의 제자.

- 달빛주점
  - 슈시아 - 달빛주점의 점장. 요정족 마지막 생존자들 중 하나.
  - 아간조 - 4인의 웨펀마스터들 중 한 명.
  - 카라카스 - 모험가 길드의 길드 마스터.

- 레미디아 바실리카
  - 그란디스 그라시아
  - 메이가 로젠바흐 - 레미디아 바실리카의 대주교.
  - 오베리스 로젠바흐 - 현재는 성역 최외곽에 이동되었다.
  - 테이다 베오나르 - 현재는 체스트 타운에 이동되었다.

- 웨스트코스트
  - 다프네 마브로 - 로저 레빈의 조수.
  - 로저 레빈 - 유랑 상인. 진귀한 재료들을 가지고 있다.
  - 조안 페레로 - 헨돈 마이어를 오가는 상인. 잊혀진 땅의 위치를 알고 있다.
  - 오란 할머니 - 크리쳐라고 하는 생물들을 돌보고 있다.
  - 힐스 - 벨 마이어 공국의 유명한 디자이너. 아바타 마켓을 운영하고 있다.

- 알프라이라 임시 주둔지
  - 게일 일랩스 - 브리즈의 쌍둥이 언니로 시궁창 공주 패리스의 제자. 벨 마이어 공국에서 파견나온 정예병 중 한 명으로 기습이 특기.
  - 브리즈 일랩스 - 게일의 쌍둥이 동생으로 벨 마이어 공국에서 파견나온 정예병 중 한 명. 정찰이 특기.
  - 시궁창 공주 패리스 - 공국의 이름난 스트리트 파이터. 과거 수쥬국의 공주였던 쇼난 아스카와의 싸움는 유명한 일화다.

- 기타
  - 라올 - 공국의 검사로 오코넬 파브릭에게 검술을 가르쳐 주었다.
  - 루시 & 렉시 - 공국의 천재 쌍둥이 그래플러로 眞 그래플러의 제자. 眞 각성기와 패시브로 나온다.
  - †벌레 데샹 - 노스마이어에 거주하는 사이퍼로 검은 교단에게 납치된 사이퍼를 구하러 나섰다가 붙잡혀 위장자로 개조당했고 산제물로 바쳐져 사망한다.
- 타우 종족 전원.
  - 타우킹 샤우타 - 타우 종족의 現 족장. 그락카락에 거주하고 있다.
  - †수왕 움타라 - 그란 플로리스 모든 동물들의 왕이자 타우 종족의 前 족장. 타우킹 샤우타의 선조로 대화재 때 부상을 입고 사망했다.
  - 그란 플로리스 거주 고블린 종족.

##### 외지인
공국에 거주하는 외국인들로 이루어져 있다.
- 수쥬국 출신
  - 풍진 - 격투가 전직 담당 NPC. 격투가 길드의 길드장.

- 펜네스 왕국 출신
  - 아벨로 알프라이라(남성) - 흑요정 왕족 출신 음유시인으로 메이아 여왕의 사촌 오빠.
  - 샤란(여성) - 마법사 길드장이자 웨스트코스트 마법학교 교장. 로리안 코르나로, 키리 더 레이디, 세리아 키르민을 제자로 두고 있다.
  - 미네트(여성) - 쿠노이치 가문 출신으로 원로원에 잠입하고 있는 중이다. 메이아 여왕과는 어릴 적부터 같이 놀던 소꿉친구 사이. 이 때문에 메이아 여왕을 '메티'라는 애칭으로 부른다.
  - 카곤(남성) - 마가타 운전 담당자이자 대장장이. 웨스트코스트에서 마가타를 운용하고 있다.

- 기타
  - 아이리스 포츈싱어 - 마계 출신 엘레멘탈마스터로 마법사 길드 소속 음유시인.

##### 망명자
- 마창사
- 여성 프리스트
- 총검사
- 로톤 막시머그
- 나이트 로바토

##### 이탈자
- †선지자 에스라
- 청면수라 로즈베리론
- †독왕 루이제
- 황혼의 미라즈
- 거짓의 키르슈
- 콜링 제이드
- 닐바스 그라시아

#### 수쥬인

##### 소속 인물
- 모험가
  - 남성 격투가 - 대부분이 산 속 도장에서 수련받는다.
  - 여성 격투가
  - 쿠노이치 - 쿠노이치 가문 소속.
  - 퇴마사 - 수쥬 항마단 소속.
  - 무녀 - 수쥬 항마단 소속.
- 쇼난 왕가
  - †현안왕 쇼난 케이가 - 현 국왕인 쇼난 아스카의 아버지이자 선대 수쥬국 38대 국왕.
  - 쇼난 아스카 - 현 수쥬국 39대 국왕.
- 시란
- 풍진
- 우
- 준
- †그림자 검사 사영
- 히만 스텔라
- 반야
- 견습공 나유
- 호타루 이나바
- 백명
- 구룡

##### 이탈자
- 모험가
  - 남성 넨마스터 - 설정상 불법 문신을 시술받고 추방당했다.
  - 검귀 - 귀수로 인해 추방당하는 등 불우한 삶을 살았다.
- 그림시커
  - †백화 만다린
  - †적귀 소륜
  - 신검 양얼
  - 백수왕 운조
  - †영매 아이락
  - †무격권 렌츠

#### 흑요정

##### 소속 인물
- 메이아 여왕
- 장프 사프론
- †군트람
- 학살의 발라크르
- 하이모어
- 알리샤 아덴
- 싸움개 로엘
- †모건
- †리리스
- 실비아나
- 묵묵한 험프리
- 신중한 딩고
- 기민한 마브
- 성군 에레드
- 카곤
- 클론터

##### 이탈자
- 도적
- †록시
- 카란시르
- 벨레리안
- 북서풍 할레스
- 라라아

#### 제국인

##### 소속 인물
- 사냥개 사이러스
- 하급기사 덴
- 하급기사 피오나
- †하급기사 레니
- 반 프란츠
- 루실 레드메인
- 황녀 히리아
- 황녀 로잘리아
- 황녀 이자벨라
- 야장 크레오
- 나탈리아 수
- †베일 브란
- 주디 링우드
- 투장 말콤

##### 이탈자
- 여성 귀검사
- 마창사
- 여성 프리스트
- 다크 나이트
- 일섬의 레노
- 나이트 로바토
- 로톤 막시버그
- 밤의 감시자 K

#### 천계인

##### 소속 인물
- 마를렌 키츠카
- 젤딘 슈나이더
- 머신건 오드리
- 그림자 모슬리
- †지젤 로건
- 오코넬 파브릭
- 루퍼트 도스타
- 매드 리케
- 테레사 슐츠
- †엔조 시포
- 루카스 웨인
- †안제 웨인
- 페트라 노이만
- 니베르 미하일
- †네빌로 유르겐
- †마리안 유르겐
- 에드윈 유르겐
- 비연
- 무대포 콘
- †라이니
- 미쉘 쿠리오
- †노익장 하스
- 로완 하퍼
- †잭터 이글아이
- †돌격대장 란제루스
- 모래바람 베릭트
- 방화범 벤팅크
- †스나이퍼 이리가레
- 야전 사령관 바빌론
- 운 라이오닐
- 안내인 레베카
- 빌리프 피셔
- 해안수비대
  - †하이람 클라프
  - 뮤우
  - 코안 하퍼
  - 허크
- 경호대장 커스틴
- 장교 마르셀
- 베르타 공
- †대위 마르자나
- †소령 소피아
- 세븐 샤즈
  - 멜빈 리히터
  - 나엔 시거
  - 페럴 웨인
  - 메릴 파이오니어
  - 린지 로섬
  - 휴 피츠래리
  - 지나 데오도르
- 쾌검 폴센
- 속사 루이스
- 로이 더 버닝펜
- 세례 요한
- 레프트 스트레이트 닐스
- 벨드런
- 카투 저스티스
- 빌모츠 글래스
- 헤르만
- 에일린

##### 이탈자
- 남성 거너
- 여성 거너
- 총검사
- 키리 더 레이디
- 부대장 슈미트
- 마탄 6 레이나
- 금발의 타일러
- 관측병 주논
- 스모크 장군
- 카르텔 요원

##### 마계인
- 남성 마법사
- 여성 마법사
- 크리에이터
- 힐더
- 증오의 베일
- 심장파멸자 히카르도
- 워크맨
- 독헤드
- 검은 눈의 사르포자
- 아서
- 침묵의 세르게이
- 정신해방자 케파도나
- 아이리스 포츈싱어

##### 선계인
- 아처
- 켈돈 자비
- 마이어
- 신궁 루드밀라

## 미디어 믹스

### 애니메이션
- 슬랩 업 파티
- 던전앤파이터: 역전의 바퀴
- 숙명의 문
- 던파 스쿨

### 모바일 게임
- 던전앤파이터 모바일 귀검사 - 2010년에 출시된 피처폰용 게임. 후에는 안드로이드에서도 이식됐다.
- 던전앤파이터 모바일 여거너 - 2012년에 출시된 스마트폰용 게임.
- 던전 앤 파이터:혼 - 3D 던파. 그러나 이쪽도 2017년 12월 21일 서비스 종료.
- 던전앤파이터 모바일 - 네오플이 직접 개발하며 윤명진 전 디렉터가 담당하는 게임. 2020년 8월 중국에서 선출시 예정이었으나 모종의 이유로 출시되지 못해서 무기한 연기되었으며 이후 한국에서 2022년 3월 24일에 출시되었다.

## 사건사고
전 운영진이자 닉네임 "궁댕이맨"이 법정에서 혐의를 인정했다. 2020년 1월부터 약 1년간 관리자 계정을 이용해 던전앤파이터에서 쓰이는 아이템을 제작하여 자신의 게임 개인 계정에 옮긴 혐의를 받고 있다.
2024년 2월 26일 인터넷 방송 광고에서 출연진이 유저를 비하하는 발언을 하며 도마에 올랐던 운영진이 인터넷 방송인이 진행하는 이벤트를 중단하기로 결정했다.

## 같이 보기
- 던전앤파이터 리그